# Six-Pack (film)
Pour les articles homonymes, voir Six Pack.
Pour plus de détails, voir Fiche technique et Distribution.
Six-Pack est un film français réalisé par Alain Berberian, sorti le 26 avril 2000 en France et le 3 mai 2000 en Belgique.

## Synopsis
Nathan est un flic brillant et acharné, prêt à tout pour arrêter un tueur en série d'une violence implacable, qui frappe aux quatre coins de Paris. Lorsqu'il découvre l'identité du tueur, il n'hésite pas à devenir lui-même hors-la-loi et à entraîner dans sa traque ses propres alliés, jusqu'au bout d'un cauchemar rédempteur.

## Fiche technique
- Titre : Six-Pack
- Réalisation : Alain Berberian
- Scénario : Alain Berberian, adapté du roman éponyme de Jean-Hugues Oppel
- Pays d'origine :  France
- Langue : français
- Format : 2.35:1
- Durée : 110 minutes
- Genre : Horreur, Thriller
- Classification : Interdit aux moins de 12 ans en France

## Distribution
- Richard Anconina : Commissaire Nathan
- Frédéric Diefenthal : Philippe Saule
- Chiara Mastroianni : Marine
- Bernard Fresson : Paul Benetti
- Jonathan Firth : Blade
- François Berléand : Thomas
- Jean-Claude Dauphin : Fouquier
- Frank Moore : McPherson
- Carole Richert : Hélène Moulinier, la première victime
- Betty Bomonde : Jeune femme Passy
- Frank Fontaine : Daddy Harry
- Patrick Rocca : Homme section spéciale
- Hubert Saint-Macary : Charcot
- Cédric Chevalme : Policier au volant
- Stéfan Elbaum : Deuxième policier
- Philippe Kara-Mohamed : Dealer
- Olivier Pagès : Chauvel
- François Vincentelli : Patrick
- Hervé Lassïnce : Julien
- Jean-Luc Mimo : Patron du stand de tir
- Marc Ponette : Photographe de police
- Armelle : Secrétaire-greffière
- Laurence Lerel : La caissière du bowling
- Jeffrey Aarles : policier USA 1
- Gouchy Boy : policier USA 2
- Mark Hauser : policier USA 3

## Accueil

### Accueil critique
Le film est un échec critique et commercial, loin du succès de polars crépusculaires américains comme Le Silence des agneaux ou Seven, auxquels il se voulait la réponse française. Le site Nanarland, dans la chronique qu'il consacre au film, explique son échec par le fait qu'il fut écrit trop rapidement et ne pouvait donc pas, au-delà d'un tournage manquant de moyens, égaler ses homologues américains.